# Suzanne Raes
Suzanne Raes (Utrecht, 1969) is een Nederlands documentairemaker.

## Levensloop
Raes groeide op in Nijmegen, studeerde Geschiedenis in Amsterdam en behaalde haar Doctoraal Culturele Studies in 1991 aan de Universiteit van Amsterdam. Zij begon haar loopbaan als redacteur en samensteller bij verschillende televisieprogramma’s bij TV DITS, het productiebedrijf van Ireen van Ditshuyzen. Sinds 2001 is zij werkzaam als zelfstandig filmmaker.
Raes maakt films met een lange adem, die behalve de televisie-uitzending ook aanzetten tot debat of worden gebruikt in het onderwijs. Voorbeelden hiervan zijn De Tegenprestatie (2015) over de Rotterdamse sociale dienst, die de maatschappelijke discussie rond de Participatiewet beïnvloedde en Hart van de Democratie (2020) waarvan naast de film een onderwijspakket werd samengesteld. Voor De Tegenprestatie won Raes samen met Monique Lesterhuis een Gouden Kalf.
Ook portretteerde Raes de band De Dijk (2011), de zanger Boudewijn de Groot (2015) en de cabaretiers Jochem Myjer (2020) en Claudia de Breij (2021) en ze ging in 2016 met de Nederlandse Zwemploeg mee naar de Olympische Spelen voor de film 0,03 Seconden (2017). Haar liefde voor geschiedenis, filmarchief en eigenzinnige mensen komen samen in documentaires als Ganz: How I lost my Beetle en The Rainbow Warriors of Waiheke Island. Veel van haar films zoals De Huizen van Hristina (2007) en De Opvolger van Kakiemon (2012) gingen in première op het Internationaal Film Festival Amsterdam (IDFA) en wonnen verschillende prijzen op internationale festivals.
In 2011 richtte zij met filmmakers Aliona van der Horst, Sanne Rovers, Yan Ting Yuen en producent Fabie Hulsebos Docmakers op. Hun eerste film Don't Shoot the Messenger over de Occupy beweging en de bezetting van het Beursplein ging in 2013 in première op het Nederlands Filmfestival. Docmakers ging vanaf 2018 verder met producent Ilja Roomans aan de leiding waarbij de filmmakers van het eerste uur mede eigenaar zijn van het productiebedrijf.
In 2024 gingen twee films van Raes in première die ontstonden tijdens een zoektocht naar de oorsprong van drakenverhalen. Geluif in 't Goeje portretteerde het Limburgse dorpje Beesel gedurende de voorbereiding van het 7 jaarlijkse Draaksteken. In Where Dragons Live over het leegruimen van het overvolle landhuis Cumnor Place na het overlijden van de ouders, is de draak meer een metafoor voor het verwerken van de angsten uit je kindertijd. Where Dragons Live ging in premiere op Sheffield Docfest en Idfa in 2024.

## Documentaires
- 1998 - Haagse Klasse - 16x25  (TV DITS/AVRO) scenario en regie
- 2002 - Haagse Klasse 5 jaar later - 2x50  (TV DITS/AVRO)  scenario en regie[7]
- 2003 - RUIS - (Lemmingfilm, Ikon), scenario en regie
- 2004 - Rauw op je Dak - afleveringen Jolieke en Joëlle (Lemmingfilm, IKON) scenario en regie
- 2005 - Pijn - Regie en scenario (Lemmingfilm, IKON) scenario en regie[8]
- 2006 - Erfgenaam van Elsschot - (Viewpoint Production, NPS/VRT) - scenario en regie
- 2007 - De Weekendschool - (IDTV Docs, Ikon) - scenario en regie[9]
- 2007 - De Huizen van Hristina - (IDTV Docs, Human) - scenario en regie
- 2009 - De Wereld van Charlotte Mutsaers - (Viewpoint Productions, NPS) - scenario en regie[10]
- 2009 - The Rainbow warrior of Waiheke Island - (Moondocs, NPS) - scenario en regie
- 2010 - Sta Me Bij - (Zuidenwind Filmprodukties, Human) - scenario en regie
- 2011 - Hou Me Vast - De Dijk, Teledoc (IDTV Docs, NTR) - scenario en regie
- 2012 - De Opvolger van Kakiemon - (Submarine, NTR) - scenario en regie[11]
- 2013 - Don't Shoot the Messenger - (Docmakers, NCRV) - Regie (ism anderen)[12]
- 2013 - De Mooiste Jongen van de Klas - (IDTV Docs, VPRO)  scenario en regie
- 2015 - Vleesverlangen (regie Marijn Frank) (IDTV docs, NTR) - co-scenario en co-regie
- 2015 - Boudewijn de Groot - Kom Nader - (Docmakers, NTR) - scenario en regie
- 2015 - De Tegenprestatie - (Docmakers, Human) - scenario en regie (met Monique Lesterhuis)
- 2016 - Vrienten, Kooymans en De Groot - (NTR) - scenario en regie
- 2017 - Slagershart - (regie Marijn Frank) - (Docmakers, NCRV/KRO) producent[13]
- 2017 - 0,03 Seconde, Teledoc - (Docmakers, NTR) - scenario en regie[14]
- 2019 - MS - (Docmakers, NTR) - scenario en regie
- 2019 - Ganz: How I lost my Beetle - (Submarine, NTR) - scenario en regie[15]
- 2020 - Hart van de Democratie - (Docmakers, NTR) - scenario en regie, (met Liesbeth Witteman)
- 2020 - Jochem Myjer - Nog Eentje Dan - (Docmakers, NTR)- scenario en regie
- 2021 - Hier zijn wij-Claudia de Breij - (Docmakers, NTR) - scenario en regie
- 2022 - Twee Mannen - (Docmakers, NTR) - scenario en regie
- 2023 - Dicht bij Vermeer - (Docmakers, NTR) - scenario en regie
- 2024 - Where Dragons Live - (Docmakers, NTR) - scenario en regie
- 2024 - Geluif in 't Goeje - (Docmakers, NTR) - scenario en regie[16]
- 2024 - Where Dragons Live - (Docmakers, Bombito Productions, NTR) - scenario en regie

## Televisieseries
- 1991-1993 redactie talkshows Ischa Meijer en Hanneke Groenteman (TV DITS, HOS, RVU)
- 1994 - Uitstappen! met Harmke Pijpers, 8x25', (TV DITS/RVU) regie en samenstelling
- 1996 - Het einde van het kind? 4x40' (TV DITS, AVRO)  scenario en regie
- 2001 - Stars of Europe - drieluik met Hedy d'Ancona, afl: Christine Ockrent en Jutta Limbach [en] scenario en regie
- 2003 - N.E.P. afl Hoe meer zieken, hoe meer winst (RVU) scenario en regie
- 2004 - 26.000 gezichten afl.: een 10 voor Nederlands- scenario en regie
- 2008 - De Verleiding, 4 delige serie (IDTV Docs, Avro) eindredactie
- 2012 - De Gouden Eeuw (NTR/VPRO) - Regie (afleveringen 2, 8 en 12) [17]
- 2014 - Na de Bevrijding (NTR) - Regie (afleveringen 3 en 4)
- 2015 - De IJzeren Eeuw (NTR/VPRO) - Regie (aflevering 5 en 6)
- 2020 - 26.000 gezichten 15 jaar later afl.: De lessen van Pariya, (BNN/Vara) scenario en regie

## Educatie
- 1996 - De Wereldboot, afl. Een Krokodil in de Woestijn, docudrama (TV DITS, Min. BUZA) scenario en regie
- 2003 - Witte Jas en Pyjama, over communicatie tussen arts en patient
- 2005 - De Kracht van Cultuureducatie, scenario en regie
- 2006 - Lees Mij! website en reeks boektrailers, (Viewpoint, Stichting lezen) eindredactie
- 2008 - Art2stay, website voor ongedocumenteerde kunstenaars (IDTV Docs) eindredactie

## Prijzen en Nominaties
- 2008 - Nominatie Gouden Kalf Beste Korte Documentaire voor 'De huizen van Hristina' - Nederlands Film Festival
- 2009 - Nominatie Best Dutch Documentary  voor 'The Rainbow Warriors of Waiheke Island' - IDFA
- 2010  - Ecoteam Award voor 'The Rainbow Warriors of Waiheke Island' - Ecofilms Festival Greece
- 2010 - Best Documentary Award voor 'The Rainbow Warriors of Waiheke Island' - Festival Mujeres en Direccion, Spain
- 2010 - Nominatie Gouden Kalf voor 'The Rainbow Warriors of Waiheke Island' - Nederlands Film Festival
- 2010 - Nominatie Beeld en Geluid Award voor 'The Rainbow Warriors of Waiheke Island'
- 2010 - Nominatie Best Dutch Documentary voor 'Sta Me Bij' - Internationaal Documentaire Festival Amsterdam (IDFA)
- 2011 - 1e prijs Beste Lange Documentaire voor 'The Rainbow Warriors of Waiheke Island' - FICA Intern. Festival of Environmental Films, Brazilië
- 2011 - Nominatie Prijs van de Nederlandse Filmkritiek voor 'Hou Me Vast - De Dijk'
- 2011 - Nominatie Rockies voor  'Hou Me Vast - De Dijk' - Banff, Canada
- 2012 - Liliane Award voor 'De Opvolger van Kakiemon' - Art Fifa Montreal
- 2012 - Nominatie Best Dutch Documentary  voor  'De Opvolger van Kakiemon' - Internationaal Documentaire Festival Amsterdam
- 2013 - Nominatie Magnolia Award Beste Korte Documentaire voor 'De opvolger van Kakiemon'- Shanghai International TV Festival
- 2013 - Gouden Kalf Competitie 'Don't Shoot the Messenger' - Nederlands Film Festival
- 2015 - IDFA Audience Award voor 'Boudewijn de Groot - Kom nader' - Internationaal Documentaire Festival Amsterdam (IDFA)[18]
- 2016 - Gouden Kalf Beste Korte Documentaire voor 'De Tegenprestatie' samen met Moniek Lesterhuis - IDFA[19]
- 2017 - Kristallen film (10.000 bezoekers) '0,03 Seconde'[20]
- 2020 - Prix etudiants, grand prix AST, prix ADAV-prijs, Pariscience voor 'MS'
- 2022 - Beste documentaire voor 'Twee mannen' - Bruges International Film Festival[21]
- 2023 - Winnaar Special Jury Price Best Feature Documentary voor 'Dicht bij Vermeer' - Guangzhou International Film Festival
- 2023 - Septimius Award Beste Documentaire voor 'Dicht bij Vermeer'[22]
- 2023 - Nominatie Gouden Kalf Beste Lange Documentaire voor 'Dicht bij Vermeer' - Nederlands Filmfestival
- 2023 - Kristallen film (10.000 bezoekers) 'Dicht bij Vermeer'[23][22]
- 2023 - Kwalificatie Oscar voor 'Dicht Bij Vermeer'